# تروت اور کانسکونس (نیومکزیکو)
تروت اور کانسکونس(به انگلیسی: Truth or Consequences) شهری در ایالت نیومکزیکو کشور ایالات متحده آمریکا است که جمعیت آن در سرشماری سال ۲۰۱۰ میلادی، ۶٬۴۷۵ نفر بوده‌است.